# Elizabeth Swann
Elizabeth Turner, nacida como Elizabeth Swann, es un personaje de ficción de la serie cinematográfica Piratas del Caribe interpretado por la actriz Keira Knightley.

## Historia del personaje

### Piratas del Caribe: La maldición de la Perla Negra
Elizabeth es la joven hija del gobernador Weatherby Swann de Port Royal. Ya desde pequeña le encantaban las historias de piratas y ahora sus ansias de libertad le traerán más de un problema a su padre. Lejos de asumir su papel de jovencita rica cuyo único objetivo es el de encontrar un buen marido, Elizabeth se embarcará a la aventura por el Caribe junto a Jack Sparrow y Will Turner. Elizabeth tenía 12 años cuando navegaba junto a su padre y el teniente Norringtton (Quien después se convertiría en el "Comodoro" Norrington) rumbo a Port Royal. Durante la travesía encontraron los restos de un barco atacado por piratas y a Will Turner flotando a la deriva con un extraño medallón dorado. Una vez el chico estuvo a salvo en su barco y temiendo que el medallón identificase al joven Will como un pirata, Elizabeth lo cogió y se lo quedó sin decir nada a nadie.
Para la ceremonia de ascenso del Comodoro James Norringtton, Elizabeth se pone el vestido que su padre le ha traído especialmente de Londres, pues este alberga la esperanza de que su hija y el Comodoro entablen una relación. Efectivamente al finalizar la ceremonia, el Comodoro le propone a Elizabeth hablar a solas con la intención de proponerle matrimonio, pero el encorsetado vestido le juega una mala pasada a Elizabeth y la falta de aire hace que se desmaye, cayendo por un acantilado al mar.
Jack Sparrow, que está en el puerto de Port Royal tratando de hacerse con un barco, se lanza al rescate de Elizabeth. Aunque le ha salvado la vida, el Comodoro y su padre no se conmueven y pretenden apresar a Jack por pirata. Elizabeth no está dispuesta a que apresen al hombre que ha salvado su vida y se interpone entre Jack y las armas que le apuntan. Jack aprovecha la ocasión para tomar a Elizabeth como rehén y librarse así de la justicia. Esfuerzo en vano sin embargo porque finalmente es atrapado en la herrería donde trabaja Will Turner.
Esa misma noche Port Royal es atacado por piratas y toda la ciudad está inmersa en el caos. Elizabeth es llevada ante el capitán Barbossa porque pretende negociar el cese de las hostilidades contra Port Royal a cambio del medallón dorado que lleva al cuello. Barbossa parece estar de acuerdo con el trato pero además se la lleva como prisionera.
Will Turner convence al Capitán Sparrow de que le ayude a encontrar a Elizabeth, que va a bordo del Perla Negra, a cambio de sacarle de la cárcel dónde le han metido. Ambos se hacen con un barco de la Armada Real y parten en busca de la chica.
Ya en el barco el Capitán Barbosa le explica a Elizabeth porque tienen tanto empeño en conseguir el medallón dorado. Se trata de oro azteca maldito. Ahora trataban de encontrar todas las monedas del cofre. Lo que no sabe ella es que es la sangre de Bill "el Botas" o la de sus hijos la que se necesita para acabar con la maldición, y al decir que ella se apellidaba Turner los piratas la han tomado por hija de Bill "el Botas".
Jack, Will y una tripulación reclutada en Tortuga se dirigen a la Isla de la Muerte, allí es donde Barbossa guarda todo el oro azteca recuperado y donde tienen que acabar con la maldición. Will consigue rescatar a Elizabeth de la isla dejando allí a Jack inconsciente. La tripulación de Jack se marcha sin él.
Con Jack como prisionero, Barbossa zarpa en busca de Will y Elizabeth, que se han llevado con ellos el medallón a bordo de El Interceptor. Toda la tripulación del Interceptor es hecha prisionera por Barbossa y el barco sufre graves daños. Will, que ahora sabe que necesitan su sangre para acabar con la maldición, amenaza con dispararse a sí mismo si no liberan a Elizabeth y al resto de la tripulación. Barbossa acepta pero deja a Elizabeth y Jack abandonados en una isla de contrabandistas de ron.
Elizabeth decide hacer una pequeña fiesta para que Jack se emborrache bebiendo. Cuando Jack se despierta ve cómo Elizabeth ha usado todo el ron para hacer una enorme hoguera y usar el humo como señal. El Comodoro y su padre acuden a su rescate, volviendo a hacer prisionero a Jack. Elizabeth convence al Comodoro de que vayan a rescatar a Will como regalo de bodas. Ante la perspectiva de casarse con Elizabeth, el Comodoro acepta y van a Isla la Muerta.
Jack va a la gruta donde está Barbossa e interrumpe el sacrificio diciendo que la Marina Real les aguarda fuera. Jack aprovecha para "robar" una moneda del cofre y conseguir así también ser inmortal, mientras tanto, Elizabeth está encerrada en el camarote del barco, pero consigue atar bastantes camisetas y vestidos y escapar a un bote e ir sola a la isla de muerta donde coge un cetro de 3 metros de largo, golpea con él en la cabeza a un pirata que le decía a Will que iba a sufrir diciendo "TE GUSTA SUFRIR, INTENTA USAR UN CORSÉ", así will y Elizabeth unen sus fuerzas y derrotan a los piratas mientras Jack y Barbossa conllevan un duelo moral. Jack consigue devolver al cofre la última pieza y con la maldición acabada le dispara a Barbossa, hiriéndolo de muerte. El resto de piratas son apresados.
Ya en Port Royal, Jack es condenado a la horca por sus actos de piratería y Will le intenta ayudar a escapar. Elizabeth ayuda a Will desviando la atención del Comodoro. El intento de escape no funciona muy bien, pero tras una conversación con el Comodoro, Will es dejado en libertad y Jack se tira al mar para ser recogido por su tripulación. El Comodoro, dándose cuenta de que Elizabeth no le ama a él sino a Will, decide anular el compromiso y el padre de ella tampoco pone impedimentos a la relación.

### Piratas del Caribe: El cofre del hombre muerto

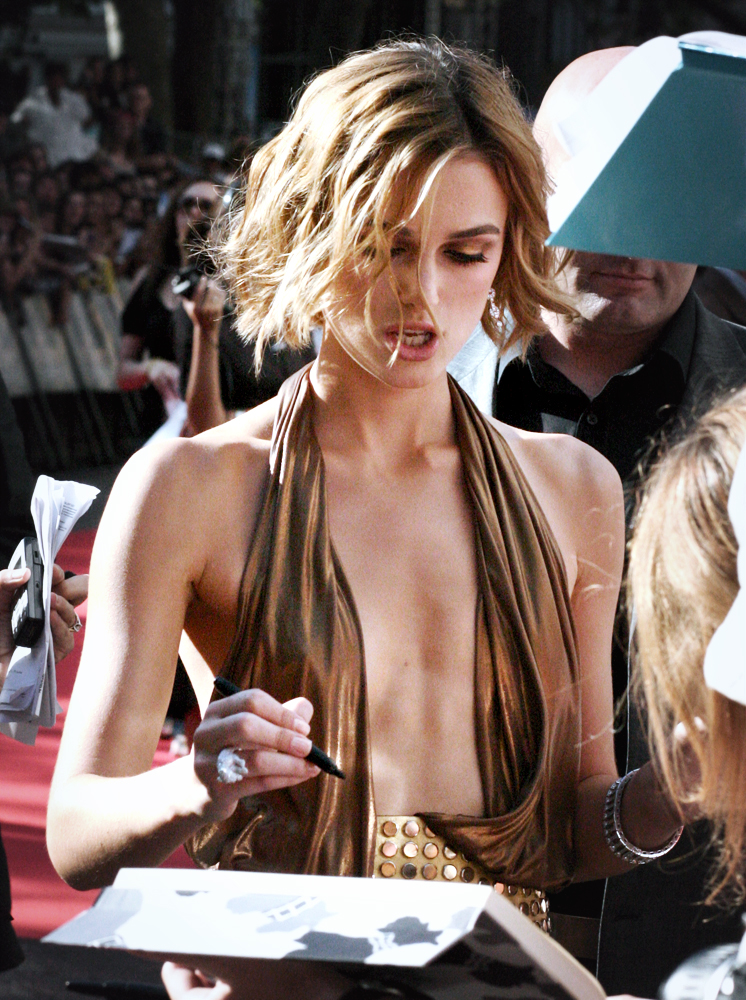
Keira Knightley en la presentación en Londres de Piratas del Caribe: El cofre del hombre muerto.

Elizabeth y Will se disponían a casarse pero ambos son arrestados por haber ayudado a Jack a escapar. Lord Cuttler Becket le propone a Will llevar una patente de corso garantizándole un indulto a él y a Jack, además de hacerlo corsario de la compañía, a cambio de su brújula. Elizabeth decide esperar a Will para poder casarse con el pero su padre no está decidido a verla en prisión y la ayuda a escapar para luego llevarla a Inglaterra pero el gobernador es capturado por Mercer, mano derecha de Becket quien también había asesinado al capitán del barco que llevaría a Elizabeth, esta a la vez escapa amenazando a Becket con una pistola presionándolo a firmar las patentes.
Elizabeth escapa en un barco como polizona pero vistiéndose de marino para poder llegar a Tortuga en busca de Will o en su defecto Jack, una vez ahí no solo descubre a Jack y a Gibbs sino al ex comodoro James Norrington quien deshecho y renunciado a su cargo esta borracho y armando un caos en la cantina. Elizabeth (quien gracias a Will sabía pelear con espadas) controla a Norrington y se reencuentra con Jack, este le propone usar su brújula (la cual solo apunta a lo más deseado) para buscar el cofre de Davy Jones prometiéndole usar el corazón para salvar a Will, quien por una estrategia de Jack había quedado en la tripulación del Holandés Errante (sin decírselo a Elizabeth). Durante el viaje Elizabeth muestra las patentes a Jack quien esta decidió a rechazar el indulto de Becket, lo cual sin intención llega a oídos de Norrington (entonces miembro de la tripulación de Jack), además Jack y Elizabeth desarrollan una química que la confunde y duda del amor que ella siente hacia Will. Una vez llegan a la isla donde se encuentra el corazón de Jones aparece Will con la llave robada a Jones pero Will, James y Jack se embarcan en un duelo a espadas por motivos egoístas por poseer el corazón; James queriendo recuperar su vida como oficial, Jack queriendo liberarse de su deuda con Jones y Will queriendo liberar a su padre de Jones. Elizabeth vanamente intenta detener la pelea y junto con Pintel y Raghetti se enfrentan a la tripulación del Holandés para recuperar la llave y el cofre. Luego Elizabeth huye con Jack, Will, Pinetl y Raghetti al Perla sin saber que Norrington robo el corazón de Jones. Durante un frenético escape y batalla con el Kraken, Elizabeth ve primero como Jack cobardemente huye del barco pero cuando este vuelve logran detener temporalmente al Kraken y Jack pide a la tripulación abandonar la nave y Elizabeth en una estrategia para distraer a Jack lo besa frenéticamente (sin saber que Will los veía) lo esposa al barco y huye con la tripulación viendo como el Kraken se llevaba al Perla Negra y a su capitán a las profundidades. Arrepentida por lo que había hecho y confundida por sus sentimientos hacia el capitán Sparrow, sin decir nada de lo que había sucedido decide ir junto con los demás comandados por Barbossa a rescatar a Jack.

### Piratas del Caribe: En el Fin del Mundo
Elizabeth , Will y los demás tripulantes obtienen las cartas de navegación de Sao Feng, un barco y tripulación en Singapur, con el fin de llegar al Reino de Davy Jones a rescatar a Jack. Al llegar a los dominios de Davy Jones, Jack se impresiona al ver a Elizabeth y la ignora y durante la conversación con la tripulación menciona que fue Elizabeth quien lo dejó a merced del kraken. Ella y Will discuten sobre los distintos planes que tienen y no llegan a ningún acuerdo. Cuando Sao Feng toma el Perla Negra aceptando ser del "bando ganador", es decir del bando de Lord Becket, pide a Elizabeth creyendo que es Calipso a cambio de romper el trato con Becket, Elizabeth acepta aun discutiendo su decisión con Will. Estando ella a bordo del barco con Sao Feng, este le pide desencadenar su ira como Calipso pero Davy Jones ataca y mata a Sao Feng, con su último aliento nombró capitana a Elizabeth. Al reunirse la hermandad es la última en llegar, anunciando la previa muerte de Sao Feng, ahí es nombrada reina de la hermandad gracias al voto de Jack y ordena la preparación de navíos para iniciar la guerra.
Durante la batalla Will le pide matrimonio el cual Acepta. Jones intenta matar a Elizabeth pero Will se interpone y es mortalmente herido por él, sin embargo, logra con la ayuda de Sparrow a clavar el corazón de Davy Jones, lo cual causa su fin, pero Will muere a causa de la herida, y su padre saca su corazón (al ser la tradición de quien apuñalara el corazón del capitán del Holandés Errante debe de ocupar su lugar) así de esa manera, Will se convierte en el capitán del holandés Errante y junto al perla Negra, destruyen al barco y a Beckett.
En una isla, Will entrega el cofre con su corazón a Elizabeth, ante un último beso, este se despide y va con el Holandés Errante al caer el sol.
Después de los créditos, 10 años después Elizabeth y su hijo esperan al atardecer, donde aparece Will con el holandés errante.

### Piratas del Caribe: La venganza de Salazar
Elizabeth aparece al final de la película donde se reúne con Will y su hijo Henry al romperse la maldición del Holandés Errante por el Tridente de Poseidón. En una escena poscréditos Elizabeth y Will duermen tranquilamente y mientras una silueta que aparenta ser Davy Jones que de algún modo ha regresado a la vida y se dirige a atacar a Will. Pero este se despierta creyendo que es un sueño y sigue durmiendo en los brazos de Elizabeth.

## Familia
Elizabeth Swann es la gobernadora de Port Royal, dado que su padre ha muerto, Weatherby Swann. Su padre era reconocible por usar un sombrero negro adornado con ornamentos floreados dorados y una pluma grande del mismo color de su traje como toque final. Como cualquier gobernador de la época, lleva una peluca enrulada y grisácea. Lleva un pañolete de tela blanco en el cuello, un traje (que ha cambiado de color a lo largo de las películas) del mismo color de la pluma de su sombrero, un chaleco beige con flores azules, un pantalón del mismo color del traje, medias blancas y zapatos negros. Su traje ha variado a lo largo de las películas: primero ha sido azul, luego verde y, en la última película, gris, ya que había muerto a manos de Lord Cutler Beckett. En la primera película, se ha mostrado como alguien que se asusta al oír disparos, o sólo ver armas. En la segunda, es usado por Beckett para firmar órdenes de arresto y una de ejecución, para él. Por último, en la tercera, se lo ve en camino a «los dominios de Davy Jones», navegando en un bote.
No se sabe cómo se llama la madre de Elizabeth ni su paradero. No se la ve en ninguna película, lo que nos da la referencia de que ha muerto posiblemente cuando Elizabeth era muy pequeña. Este detalle se confirma cuando, en Piratas del Caribe: en el fin del mundo Elizabeth, tratando de hacer que su padre suba al barco con ellos, este mientras se aleja le dice: "Le diré a tu madre que le mandas recuerdos". Elizabeth le reclama a Beckett la muerte de su padre, y éste contesta: "Él eligió su destino".
En Piratas del Caribe: en el fin del mundo Ella al fin contrajo matrimonio con su amado Will Turner, en una boda precedida por Barbossa. Sin embargo, después de esto, su esposo es herido a muerte en el corazón por causa del malvado Davy Jones, y en consecuencia, hunde la espada en su corazón difuminando toda esperanza de vida en él. Sin embargo, Jack Sparrow decide ayudar al moribundo Will a apuñalar el corazón de Jones y matarlo al fin, haciéndolo el nuevo capitán del Holandés Errante. Ganada la guerra y con la muerte de Beckett, Elizabeth es dejada en Port Royal por Will, quién debe trabajar durante diez años transportando las almas al mundo de los muertos, tal y como Calypso le ordenó en su momento a Davy Jones. Nueve meses después, tiene un hijo, Henry Turner, que aparece en una escena después de los créditos cuando Will retorna a tierra pasado los diez años dichos.